# Prosperita Open 2010
Il Prosperita Open 2010 è stato un torneo professionistico di tennis maschile giocato sulla terra rossa, che faceva parte dell'ATP Challenger Tour 2010. Si è giocato a Ostrava in Repubblica Ceca dal 26 aprile al 2 maggio 2010.

## Partecipanti

### Teste di serie
| Nazionalità | Giocatore            | Ranking* | Testa di serie |
| ----------- | -------------------- | -------- | -------------- |
| Slovacchia  | Karol Beck           | 83       | 1              |
| Russia      | Tejmuraz Gabašvili   | 113      | 2              |
| Rep. Ceca   | Jan Hernych          | 134      | 3              |
| Francia     | David Guez           | 138      | 4              |
| Romania     | Adrian Ungur         | 172      | 5              |
| Argentina   | Juan Pablo Brzezicki | 176      | 6              |
| Bielorussia | Uladzimir Ihnacik    | 179      | 7              |
| Croazia     | Ivan Dodig           | 185      | 8              |

- Ranking al 19 aprile 2010.

### Altri partecipanti
Giocatori che hanno ricevuto una wild card:
- Mario Ančić
- Grzegorz Panfil
- Martin Přikryl
- Jiří Veselý

Giocatori passati dalle qualificazioni:
- Filip Krajinović
- Jan Mertl
- Dawid Olejniczak
- Pavel Šnobel

## Campioni

### Singolare
Lukáš Rosol ha battuto in finale  Ivan Dodig con il punteggio di 7–5, 4–6, 7–6(4)

### Doppio
Martin Fischer /  Philipp Oswald hanno battuto in finale  Tomasz Bednarek /  Mateusz Kowalczyk con il punteggio di 2–6, 7–6(6), [10–8]